# Helictotrichon compressum
Helictotrichon compressum är en gräsart som först beskrevs av János Johann A. Heuffel, och fick sitt nu gällande namn av Johannes Jan Theodoor Henrard. Helictotrichon compressum ingår i släktet Helictotrichon och familjen gräs. Inga underarter finns listade i Catalogue of Life.